# 辻井健吾
辻井 健吾（つじい けんご、1986年3月1日 - ）は、日本の男性声優、ナレーター。奈良県出身。ケンユウオフィス所属。

## 略歴
ワイワイワイを経て、ケンユウオフィスに所属。

## 人物
ワイワイワイ時代にはCMやテレビ番組などのナレーションやラジオドラマを担当していた。ケンユウオフィス移籍後はテレビアニメや吹き替えなども担当している。
趣味はゲーム、アニメ鑑賞、スイーツ巡り。

## 出演
太字はメインキャラクター。

### テレビアニメ
2016年
- テラフォーマーズ リベンジ（セルゲイ・セレズニョフ）
- ドリフターズ（ゴブリン兵、オルテ兵、ドワーフ）
- 亜人（米軍 特殊部隊員）

2017年
- 地獄少女 宵伽（ミチルの父）
- プリンセス・プリンシパル（部下）
- 将国のアルタイル（ミチルの父）

2018年
- ブラッククローバー（男）
- ヴァイオレット・エヴァーガーデン（フリューゲル伝令兵、陸軍兵、ラッセル・ベイリー）
- フルメタル・パニック! Invisible Victory（ダオの手下C）
- ルパン三世 PART5（兵士、兵士A、通信センター職員B）
- 銀魂.（解放軍兵士A）
- 中間管理録 トネガワ（関西支社黒服B）
- 進撃の巨人（調査兵）
- クレヨンしんちゃん（オヤジ怪獣）
- 新幹線変形ロボ シンカリオン（2018年 - 2019年、倉敷ヤクモ）

2019年
- 爆釣バーハンター（ランス・ロード）
- 魔王様、リトライ!（ウォーキング）
- ちはやふる3（豪徳寺実篤）
- 僕のヒーローアカデミア（多部空満、ケサギリマン）

2020年
- LISTENERS リスナーズ（マーク）
- 啄木鳥探偵處（神父）

2021年
- ルパン三世 PART6（司会者）

2024年
- 名探偵コナン（沢田宗武）
- ザ・ファブル（元レスラー）

2025年
- 凍牌〜裏レート麻雀闘牌録〜（叶）
- アン・シャーリー（ベル牧師）
- ヴィジランテ-僕のヒーローアカデミア ILLEGALS-（薬丸忠馬、タフグラップ）

### 劇場アニメ
- LUPIN THE IIIRD 血煙の石川五ェ門（2017年、看守）
- 機動戦士ガンダムSEED FREEDOM（2024年）

### OVA
- 機動戦士ガンダムNT（2018年、マセキ・ダンバエフ）
- 忘却バッテリー（2020年、審判） - ジャンプスペシャルアニメフェスタ2020上映作品

### Webアニメ
- アフリカのサラリーマン（2017年、トカゲくん[13]）
- OBSOLETE（2019年、ペドラー 音声、管制塔スタッフ）
- 魔神英雄伝ワタル 七魂の龍神丸（2020年、ドバズダー、UDシティ市民、市民、村人、衛兵）
- 攻殻機動隊 SAC_2045（2020年、3課A）
- ルパン三世VSキャッツ・アイ（2023年、ニュースキャスター）
- PLUTO（2023年、土木作業ロボット、リーマン）
- 餓狼伝: The Way of the Lone Wolf（2024年、工藤）

### ゲーム
2008年
- デモンパラサイト 〜悪魔のような天使の彼女〜（坂崎）

2017年
- ニード・フォー・スピード ペイバック

2018年
- ファークライ5（ジェローム・ジェフリーズ）
- JUDGE EYES:死神の遺言

2019年
- ネルケと伝説の錬金術士たち 〜新たな大地のアトリエ〜（クノス）

2020年
- 龍が如く7 光と闇の行方
- クイズRPG 魔法使いと黒猫のウィズ（ヘパイストスXI / アイスキュロス）
- コール オブ デューティ ブラックオプス コールドウォー（ジェイソン・ハドソン）
- デュエル・マスターズ プレイス（剛撃戦攻ドルゲーザ、超神星アポロヌス・ドラゲリオン、龍仙ロマネスク 他）

2021年
- Far Cry 6（ロレンツォ・カンセコ）

2022年
- 北斗の拳 LEGENDS ReVIVE（岩兵衛）
- ドラゴンクエストX オンライン（蘇りしラズバーン）
- ドラゴンクエストX 目覚めし五つの種族 オフライン（守護神ラズバーン）

2023年
- バイオハザード RE:4（ジャック・クラウザー）
- スター・ウォーズ ジェダイ:サバイバー（ブラボー）
- アーマード・コアVI ファイアーズオブルビコン（ザイレム制御システム）
- 龍が如く7外伝 名を消した男

2024年
- グランブルーファンタジー（ガランダ）
- Poppy Playtime Chapter3
- ユニコーンオーバーロード（コンラッド、傭兵（タイプC）/ NPC）
- 百英雄伝 (クロト）
- デッドライジング デラックスリマスター（フランク・ウェスト）
- ファイアーエムブレム ヒーローズ（ウーゼル）

### 吹き替え

#### 映画
- アサイラム 監禁病棟と顔のない患者たち（ベンジャミン・ソルト医師〈マイケル・ケイン〉）
- 移動都市/モータル・エンジン（ニルス〈レイファー・シグルダルソン〉[21]）
- ウッドローン
- 鬼はさまよう
- 疑惑のチャンピオン（ビル・ステイプルトン〈リー・ペイス〉）
- キングコング:髑髏島の巨神（ニュース男2[22]）
- こころに剣士を（アレクセイ〈キリル・ケロ〉）
- サウスポー
- ザ・ストーム（ウィーディング）
- ザ・マミー/呪われた砂漠の王女
- ZIPPER/ジッパー エリートが堕ちた罠（カークランド〈クリストファー・マクドナルド〉）
- シャークネード4
- シャークネード5 ワールド・タイフーン
- SHOOTING シューティング（キングシード）
- スポットライト 世紀のスクープ（ジャック・ダン）
- セックスと嘘とビデオテープ
- セリーナ 炎の女（ブキャナン〈デヴィッド・デンシック〉[23]）
- ダンボ（車掌[24]）
- デッドプール2（ブラック・トム〈ジャック・ケシー〉[25]）
- デフォルト・ハイジャック
- 透明人間（ジェームズ・レイニア〈オルディス・ホッジ〉）
- ハート・オブ・マン（ウィル〈オルディス・ホッジ〉）
- ハクソー・リッジ（スミティ・ライカー〈ルーク・ブレイシー〉）
- フィギュアスケート・ガールズ（マーキュリー〈エルビス・ストイコ〉）
- 封神伝奇 バトル・オブ・ゴッド
- フェンス
- 僕のワンダフル・ライフ
- マーベルズ（タイ・ロン〈ダニエル・イングス〉[26]）
- メン・イン・キャット
- レイルロード・タイガー
- レジェンド 狂気の美学（イアン）

#### ドラマ
- iゾンビ
- アブセンシア〜FBIの疑心〜（クラウン）
- アンブレイカブル・キミー・シュミット（デューク・シュナイダー〈ジョシュ・チャールズ〉）
- アンブレラ・アカデミー（ディエゴ・ハーグリーブズ / 2号 〈デイビッド・カスタニェーダ〉）
- ヴァイキング 〜海の覇者たち〜（エグバート）
- 運命の7秒（マイク・ディアンジェロ〈デビッド・ライオンズ〉）
- エレメンタリー ホームズ&ワトソン in NY
- 宇宙船レッド・ドワーフ号 シーズン12（自販機405）
- 黄金の私の人生（カン・ナムグ）
- オルタード・カーボン（タナカ警部〈ヒロ・カナガワ〉）
- 輝くか、狂うか（ジモン〈キム・ビョンオク〉）
- 逆賊-民の英雄ホン・ギルドン-（オム・ジャチ〈キム・ビョンオク〉[27]）
- キャッスル 〜ミステリー作家は事件がお好き
- グッド・ワイフ
- 雲が描いた月明り（王）
- クリミナル・マインド FBI行動分析課
- コード・ブラック 生と死の間で（コール・ガスリー〈クレス・ウィリアムズ〉）
- 三国志〜趙雲伝〜（曹操）
- シカゴ P.D.（アントニオ・ドーソン〈ジョン・セダ〉）
- シグナル/時空を越えた捜査線
- JUSTIFIED 俺の正義
- SUITS/スーツ（カルド―）
- スーパーナチュラル シーズン11（ジャービス）
- ストレンジャー・シングス 未知の世界（ロニー）
- スニーキー・ピート（チェイトン・ドッカリー〈チャスク・スペンサー〉）
- 太陽の末裔（アーガス〈デヴィッド・リー・マキニス〉）
- 高い城の男（ディールス）
- ナルコス メキシコ編（エド・ヒース）
- パニッシャー（サム・ステイン〈マイケル・ナサンソン〉）
- ピーキー・ブラインダーズ
- ブラインドスポット タトゥーの女
- ブラック・ミラー
- ブラックライトニング
- ブルックリン・ナイン-ナイン
- ブレイクアウト・キング

#### アニメ
- 悪魔城ドラキュラ -キャッスルヴァニア- シーズン2（2018年、将軍3）
- アベンジャーズ・アッセンブル（ブラックパンサー）
- 映画マイリトルポニー プリンセスの大冒険（ヴァーコ）
- シュガー・ラッシュ:オンライン（男性競売人(1)[28]）
- スーパーヒーロー・パンツマン
- ビッグシティ・グリーン（キーズ巡査）

### ナレーション

#### テレビ番組
- Meets Regional TV〜なんやゆうても「なんば」やで!〜（ビクトリーチャンネル）
- antenna（テレビ大阪）
- 流行りん♥モンロー!（関西テレビ）
- すごかby九州（釣りビジョン）
- ランガンパニック（釣りビジョン）
- モンドリアンファイター（釣りビジョン）
- 奇跡体験!アンビリバボー（フジテレビ）
- BS世界のドキュメンタリー「星はいくつ? "オンライン評価" 社会の危うさ」（2023年2月27日、NHK BS1）

#### CM
- 小林製薬 かんたん洗浄丸
- 大日本除虫菊
- ベルクラシック
- ギフト館ふじむら
- SAPIX小学部
- ダスキン
- JAバンク岡山
- 日本エスリード
- TOHOシネマズ鳳
- 和田興産
- ヤナセ
- 新星和不動産
- 富士産業
- DXアンテナ
- 点天
- 須磨海水浴場
- 大栄教育システム
- レスパ
- ホンダカーズ守口
- イオン大日ショッピングセンター

#### VP
- 任天堂・ゲーム紹介映像
- 大和精工
- ベラジオ
- 夢舞大橋
- 中日本高速道路
- ナリス化粧品
- クボタ
- コバシ
- バイオ燃焼ニュース
- 日本電信電話

#### その他
- 阪神電車（駅自動放送）
- メタルキング（5店内ナレーション）
- 平和堂（店内ナレーション）
- 釣りDVD（ナレーション）
- 自動体外式除細動器（音声ナレーション）
- 緊急地震速報
- パチスロ（キャラクターボイス）
- ショップ・マニフィカ（吹き替え）
- 富士住研インフォマーシャル
- 旭化成ホームプロダクツDJセール

### ボイスオーバー
- 仰天!夢のツリーハウス（アニマルプラネット、パトリック、ダリル 他）
- ジェイミー&ジミー フード・ファイト・クラブ（Dlife）
- ジェイミー・オリヴァーがいく!スーパーフードの旅（Dlife）
- 実録!スティーヴン・セガール 警察24時!（BS11）

### ラジオドラマ
- 虹のバレンタイン（FM PORT）
- 風のレクイエム（FM PORT）
- 世界で一番きれいな星の下で（FM PORT）
- 匹女〜天使になりたくてII〜（FM COCOLO）
- スペースドリフターズ　地球への遠い道（毎日放送〈MBSラジオ〉、ドラマの風）
- 人形地獄2〜閉ざされたラビリンス〜（毎日放送〈MBSラジオ〉、ドラマの風）
- 星のようにきらめいて（FM COCOLO、WAKASA 6 STORIES）
- 妹鐘恋慕（FM COCOLO、WAKASA 6 STORIES）
- 花の慶次（TBSラジオ、岩兵衛）

### テレビドラマ
- 連続テレビ小説・だんだん（2008年、NHK）

### イベント
- 轟轟戦隊ボウケンジャー（キャラクターボイス）
- 仮面ライダーカブト（キャラクターボイス）
- 仮面ライダー電王（キャラクターボイス）
- 仮面ライダーキバ（キャラクターボイス）